# Araneus polydentatus
Araneus polydentatus là một loài nhện trong họ Araneidae.
Loài này thuộc chi Araneus. Araneus polydentatus được Chang-Min Yin, Griswold & Yajun Xu miêu tả năm 2007.